# Delphinium pentagynum
Delphinium pentagynum — вид квіткових рослин родини жовтецеві (Ranunculaceae).

## Морфологічна характеристика
Стебла до 100 см, рідко розгалужене або просте. Суцвіття з (2) 6 квітів. Квітки 21–27 мм. Пелюстки 10–18 (-20) мм, оберненояйцеподібні, як правило, синьо-фіолетові, рідше блідо-блакитні. Стручки 8–16 мм, повстяні або голі. Насіння численне, 1–1.5 мм, немає крил, вкрите вузькими лусочками. Цвіте і плодоносить з травня по липень.

## Поширення
Батьківщина. Північна Африка: Алжир; Марокко. Південна Європа: Португалія; Гібралтар; Іспанія. Населяє відкриті чагарники, луки, краї річок.